# El Fener
El Fené (en catalán El Fener) era un antiguo lugar de la parroquia de Las Escaldas-Engordany (Andorra) que desapareció a causa de un hundimiento de montaña en el año 1865. Se encontraba a la izquierda del río Valira, agua arriba de Andorra la Vieja y agua abajo de Las Escaldas-Engordany. Actualmente da nombre a la avenida del Fener y al parking del Fener situados en Las Escaldas-Engordany.